# Tylophora perrottetiana
Tylophora perrottetiana är en oleanderväxtart som beskrevs av Joseph Decaisne. Tylophora perrottetiana ingår i släktet Tylophora och familjen oleanderväxter. Inga underarter finns listade i Catalogue of Life.